# Letca (Sălaj)
Pour les articles homonymes, voir Letca.
Letca (en hongrois Létka) est une commune roumaine du județ de Sălaj, dans la région historique de Transylvanie et dans la région de développement du Nord-ouest.

## Géographie
La commune de Letca est située dans le nord-est du județ, sur la rive droite de la Someș, à la limite avec le județ de Maramureș, sur le plateau de Purcareț-Boiu Mare-Jugastreni, à 27 km au nord-est de Jibou et à 48 km au nord-est de Zalău, le chef-lieu du județ.
La municipalité est composée des neuf villages suivants (population en 2002) :
- Ciula (142) ;
- Cozla (325) ;
- Cuciulat (241) ;
- lemniu (482) ;
- Letca (610), siège de la commune ;
- Purcareț (139) ;
- Șoimușeni (104) ;
- Toplița (148) ;
- Vălișoara (53).

## Histoire
La première mention écrite du village de Letka date de 1405 sous le nom de Lehtka. Les autres villages sont mentionnés lors des XV et XVIe siècles.
La commune, qui appartenait au royaume de Hongrie, faisait partie de la principauté de Transylvanie et elle en a donc suivi l'histoire.
Après le compromis de 1867 entre Autrichiens et Hongrois de l'empire d'Autriche, la principauté de Transylvanie disparaît et, en 1876, le royaume de Hongrie est partagé en comitats. Letca intègre le comitat de Szolnok-Doboka (Szolnok-Dobokamegye).
À la fin de la Première Guerre mondiale, l'Empire austro-hongrois disparaît et la commune rejoint la Grande Roumanie et le județ de Someș disparu depuis et dont le chef-lieu était la ville de Dej.
En 1940, à la suite du deuxième arbitrage de Vienne, elle est annexée par la Hongrie jusqu'en 1944, période durant laquelle sa communauté juive est exterminée par les nazis. Elle réintègre la Roumanie après la Seconde Guerre mondiale. En 1968, lors de la réorganisation administrative du pays, la commune est intégrée au județ de Sălaj dont elle fait partie de nos jours.

## Politique
| Période                                  | Période  | Identité        | Étiquette | Qualité |
| ---------------------------------------- | -------- | --------------- | --------- | ------- |
| Les données manquantes sont à compléter. |          |                 |           |         |
|                                          | 2012     | Mihai Groza     | PDL       |         |
| 2012                                     | En cours | Liviu Dan-Dorel | PSD       |         |

| Parti | Parti                                                 | Sièges |
| ----- | ----------------------------------------------------- | ------ |
|       | Parti national libéral (PNL)                          | 2      |
|       | Parti social-démocrate (PSD)                          | 7      |
|       | Parti Mouvement populaire (PMP)                       | 2      |
|       | Union nationale pour le progrès de la Roumanie (UNPR) | 1      |

## Religions
En 2002, la composition religieuse de la commune était la suivante :
- Chrétiens orthodoxes, 89,26 % ;
- Pentecôtistes, 5,12 % ;
- Grecs-Catholiques, 4,76 %.

## Démographie
En 1910, à l'époque austro-hongroise, la commune comptait 3 759 Roumains (95,89 %), 77 Hongrois (1,96 %) et 73 Allemands (1,86 %).
En 1930, on dénombrait 4 043 Roumains (96,84 %), 14 Hongrois (0,34 %) et 108 Juifs (2,59 %).
En 1956, après la Seconde Guerre mondiale, 4 665 Roumains (99,79 %) côtoyaient 10 Hongrois (0,21 %).
En 2002, la commune comptait 2 213 Roumains (98,61 %), 5 Hongrois (0,22 %) et 26 Tsiganes (1,15 %). On comptait à cette date 1 184 logements.
| 1850  | 1880  | 1900  | 1910  | 1920  | 1930  | 1941  | 1956  | 1966  |
| ----- | ----- | ----- | ----- | ----- | ----- | ----- | ----- | ----- |
| 3 506 | 3 218 | 3 822 | 3 920 | 3 841 | 4 175 | 4 689 | 4 675 | 4 353 |

| 1977  | 1992  | 2002  | 2007  | - | - | - | - | - |
| ----- | ----- | ----- | ----- | - | - | - | - | - |
| 3 935 | 2 682 | 2 244 | 2 103 | - | - | - | - | - |

## Économie
L'économie de la commune repose sur l'agriculture (maïs, blé orge, pommes de terre), l'élevage et l'exploitation de carrières de sables et de graviers dans le lit de la Someș.

## Communications

### Routes
Letca est situé sur la route nationale DN1H qui la relie à la DN1C Dej-Baia Mare et à Jibou et Zalău ou Cluj-Napoca par la DN1G.

### Voies ferrées
Letca est desservi par la ligne des (Chemins de fer roumains Jibou-Dej.

## Lieux et monuments

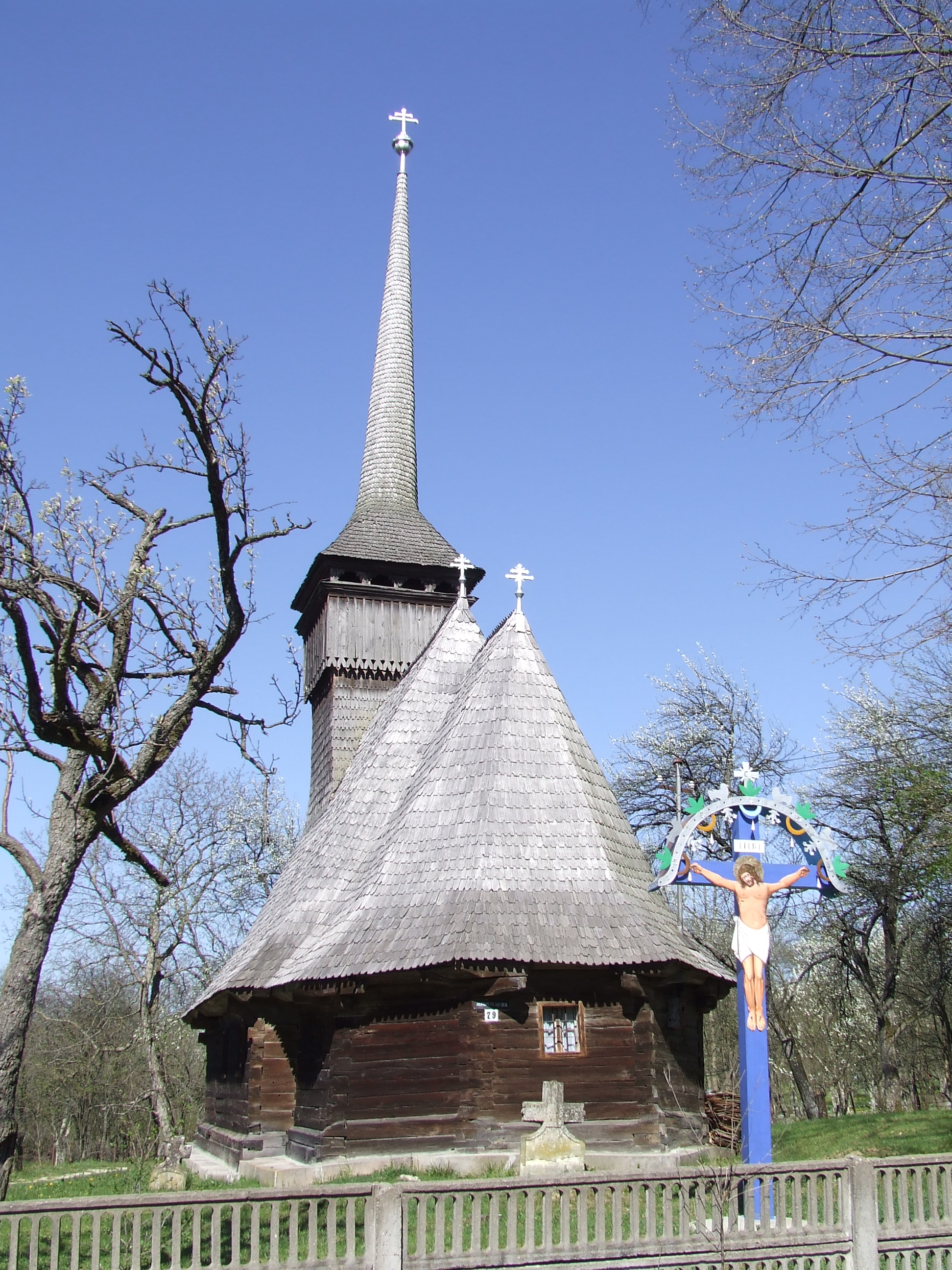
L'église de Purcareț

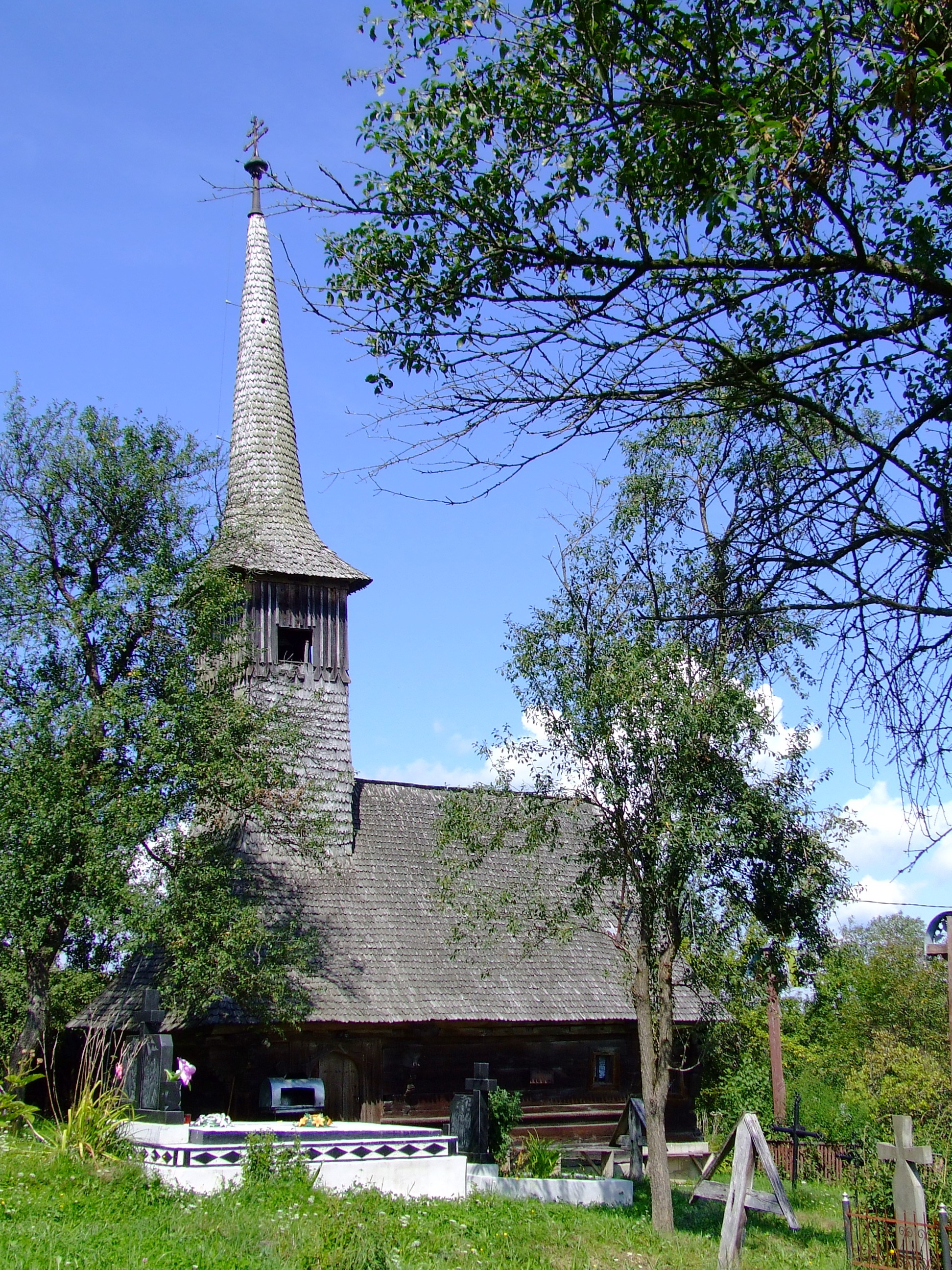
L'église de Șoimușeni

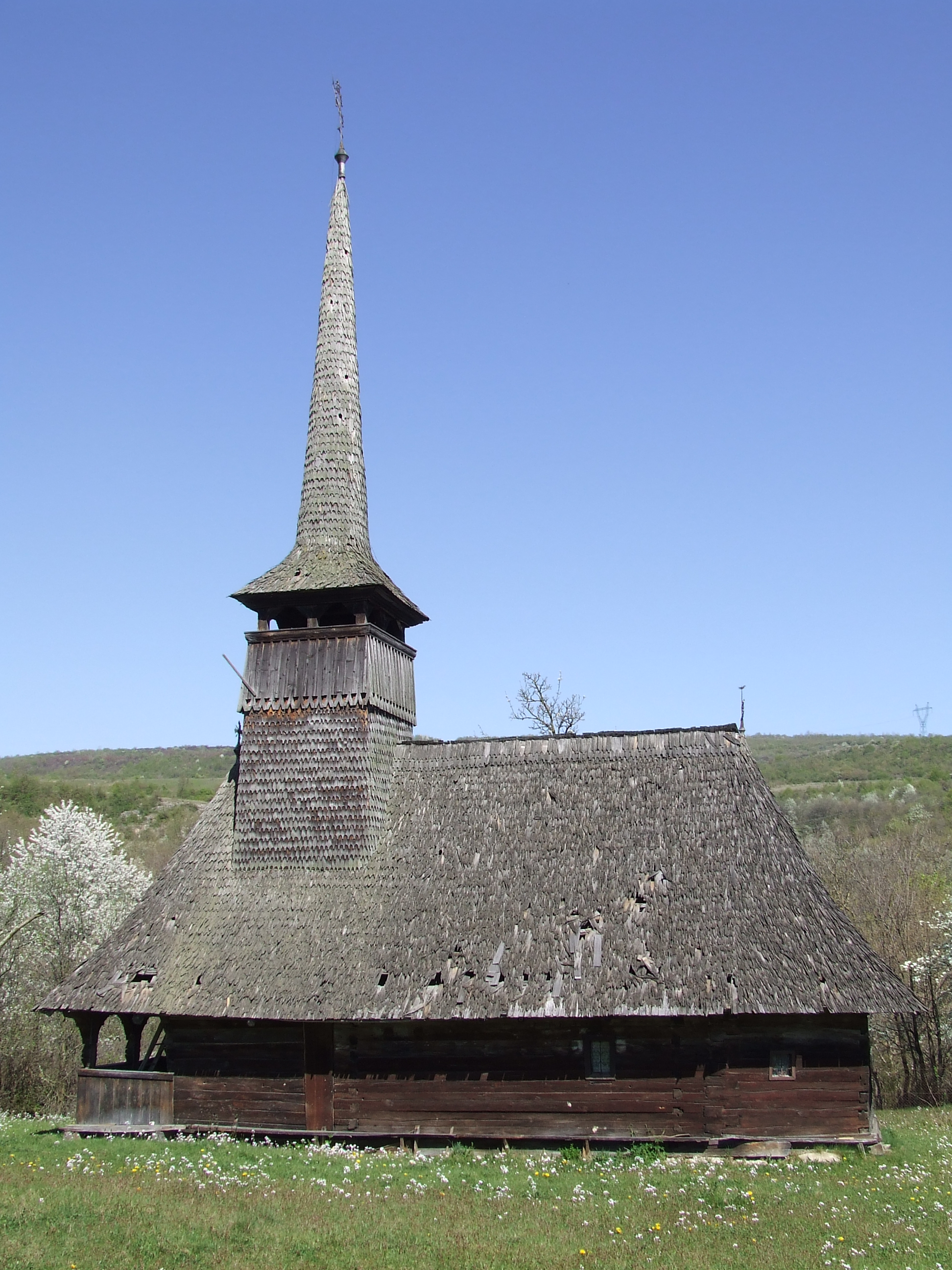
L'église de Toplița

- Letca, église orthodoxe en bois des Sts Archanges Michel et Gabriel (Sf. Arhangeli Mihail și Gavrili) de 1700[6].

- Toplița, église orthodoxe en bois des Sts Archanges datant de 1700[6].

- Purcareț, église orthodoxe en bois de la Dormition de la Vierge datant de 1740[6].

- Șoimușeni, église orthodoxe en bois des Sts Archanges datant de 1700[6].

- Ciula, église orthodoxe de 1700[7].

- Cozla, église orthodoxe de 1835[7].

- Cuciulat, église orthodoxe de 1850[7].